# 柳虯
柳 虯（柳虬、りゅう きゅう、501年 - 554年）は、西魏の歴史家・官僚。字は仲蟠。本貫は河東郡解県。兄は柳鷟。弟は柳檜・柳慶。

## 経歴
柳僧習の次男として生まれた。若くして学問を好んだが、五経は概略に通じるのみで、諸子や史書を広く読み、文章を得意とした。北魏の孝昌年間、柳虯は揚州刺史の李憲によって秀才に推挙され、兗州刺史の馮儁に召し出されて府主薄となった。樊子鵠が吏部尚書となり、その兄の樊義が揚州刺史となると、柳虯は揚州中従事として召され、鎮遠将軍の位を加えられた。待遇が良くなかったため、官を棄てて洛陽に帰った。まもなく戦乱を避けて陽城に隠棲した。
537年、西魏の馮翊王元季海と領軍の独孤信が洛陽に駐屯した。当時洛陽周辺は荒廃していて、人物は極めて少なく、ただ柳虯が陽城におり、裴諏之が潁川にいるのみであった。独孤信は柳虯らを召しだし、柳虯を行台郎中とし、裴諏之を都督府属として、ともに公文書をつかさどらせた。ときに「北府の裴諏（裴諏之）、南省の柳虯」と並び称された。538年、長安に入った。宇文泰は官に任じようとしたが、柳虯は母の老病を理由に辞退し、宇文泰はこれを許した。まもなく独孤信の下で開府従事中郎となった。独孤信が隴右に駐屯して秦州刺史となると、柳虯は二府司馬となった。後に丞相府記室となり、美陽県男に封じられた。
柳虯は史官が密室で善悪を評価するのはよくないと主張した。史官の記事については、朝廷で審議した後で正式に記録させるよう進言し、これは実行にうつされた。
548年、秘書丞に任じられ、著作を兼任した。従来秘書の官は歴史の記録を扱っていなかったが、柳虯が秘書丞となって初めて、歴史の記録を管轄するようになった。550年、秘書丞のまま中書侍郎に転じ、起居注の修撰にあたった。当時の人は文体に古今の違いがあると考えていたが、柳虯は時に古今があっても文に古今はないと論じ、これを文質論といった。552年、秘書監となり、車騎大将軍・儀同三司の位を加えられた。
554年冬、死去した。享年は54。兗州刺史の位を追贈された。諡は孝といった。

## 家庭

### 妻
- 席氏 - 席法友の子の席景通の娘

### 男子
- 柳鴻漸
- 柳蔡年
- 柳止戈
- 柳吉甫
- 柳逄恩
- 柳御天
- 柳待価

### 女子
- 柳静女 - 韋孝寛の弟の韋孝固の妻

## 伝記資料
- 『周書』巻38 列伝第30
- 『北史』巻64 列伝第52